# Prieto
Prieto ist ein spanischer Familienname.

## Namensträger
- Abel Prieto (* 1950), kubanischer Politiker, Schriftsteller, Redakteur und Lehrer
- Adair Prieto (* 2001), mexikanischer Mountainbikesportler
- Alejandro Prieto (* 1991), uruguayischer Fußballspieler
- Anastasio Prieto (1899–1963), mexikanischer Fußballspieler und Arzt
- Andrés Prieto (Fußballspieler, 1928) (1928–2022), chilenischer Fußballspieler und -trainer
- Andrés Prieto (Fußballspieler, 1993) (* 1993), spanischer Fußballtorhüter
- Antonio Prieto (Künstler) (1912–1967), US-amerikanischer Künstler und Cartoonist
- Antonio Prieto (Sänger) (1927–2011), chilenischer Schauspieler und Sänger
- Antonio Prieto (Radsportler) (* 1951), italienischer Radsportler
- Antonio Prieto (Leichtathlet) (* 1958), spanischer Langstreckenläufer
- Antonio Prieto (Tennisspieler) (* 1973), brasilianischer Tennisspieler
- Antonio Prieto Lucena (* 1974), spanischer Geistlicher, Bischof von Alcalá de Henares
- Audrey Prieto (* 1980), französische Ringerin
- Buenaventura Jáuregui Prieto (1898–1983), kolumbianischer römisch-katholischer Geistlicher, Bischof von Zipaquirá
- Carlos Prieto (Cellist) (* 1937), mexikanischer Cellist
- Carlos Prieto (Handballspieler) (* 1980), spanischer Handballspieler
- Carlos Gámir Prieto (1913–2013), spanischer Diplomat
- Claudio Prieto († 2015), spanischer Komponist
- Cristina Martín-Prieto (* 1993), spanische Fußballspielerin
- Dafnis Prieto (* 1974), kubanischer Jazzmusiker
- Darío Villanueva Prieto (* 1950), spanischer Literaturtheoretiker und Literaturkritiker
- David Prieto (* 1983), spanischer Fußballspieler
- Eduardo Prieto (Fechter, 1912) (Francisco Eduardo Prieto López; 1912–2003), mexikanischer Fechter und Segler
- Eduardo Prieto Souza (Eduardo Joaquín Prieto Souza; 1882–1963), mexikanischer Fechter und Kampfrichter
- Eduardo António Prieto Valadim (1856–1890), portugiesischer Militär
- Eduardo Espinosa y Prieto (1910–1966), mexikanischer Diplomat
- Enrique Zañartu Prieto (1881–1943), chilenischer Politiker
- Faustino Prieto Alfaro (* 1991), äquatorialguineischer Leichtathlet
- Fausto Prieto (1908–1993), mexikanischer Fußballtrainer und Torwart
- Félix del Blanco Prieto (1937–2021), vatikanischer Diplomat und Kurienerzbischof
- Francisco José Prieto Fernández (* 1968), spanischer Geistlicher, Erzbischof von Santiago de Compostela
- Francisco Prieto (* 1983), chilenischer Fußballspieler
- Guillermo Prieto (Kickboxer), uruguayischer Kickboxer
- Guillermo Prieto (Schriftsteller) (1818–1897), mexikanischer Schriftsteller
- Héctor Prieto, mexikanischer Fußballspieler
- Ignacio Prieto Vega (1923–2008), spanischer Ordensgeistlicher, Bischof von Hwange
- Ignacio Morones Prieto (1899/1900–1974), mexikanischer Politiker, Arzt und Hochschullehrer
- Ignacio Walker Prieto (* 1956), chilenischer Politiker, siehe Ignacio Walker
- Ignacio Prieto Urrejola (* 1943), chilenischer Fußballspieler
- Indalecio Prieto (1883–1962), spanischer Politiker
- Íñigo Prieto López de Cerain (* 1990), spanischer Fußballschiedsrichterassistent
- Joel Prieto (* 1981), spanischer Opernsänger (Tenor)
- José Prieto (Bogenschütze) (* 1946), spanischer Bogenschütze
- José Prieto (Radsportler) (* 1949), kubanischer Radsportler
- José Joaquín Prieto Vial (1786–1854), Präsident von Chile
- Jaime Prieto Amaya (1941–2010), kolumbianischer Theologe und Geistlicher, Bischof von Cúcuta
- Luis Prieto (Regisseur) (* 1970), spanischer Regisseur
- Luis Prieto (Fußballspieler) (* 1979), spanischer Fußballspieler
- Luis Grill Prieto (1923–2011), chilenisch-argentinischer Fußballtrainer
- Luis Jorge Prieto (1926–1996), argentinischer Sprachwissenschaftler
- Manolo Prieto (Manuel Prieto Benítez; 1912–1991), spanischer Grafiker und Designer

- Manolo Prieto (eigentlich: Manuel Prieto Benítez; 1912–1991), spanischer Grafiker und Designer
- Manuel Prieto Cruz, spanischer Fußballschiedsrichter
- Manuel Bulnes Prieto (1799–1866), chilenischer Politiker und General
- Manuel García Prieto (1859–1938), spanischer Politiker
- Marcela Prieto (* 1992), mexikanische Radrennfahrerin
- María Prieto O’Mullony (* 1997), spanische Handballspielerin
- María del Mar Prieto Ibáñez (* 1969), spanische Fußballspielerin
- Mauricia Prieto (* 1995), Leichtathletin aus Trinidad und Tobago
- Mauricio Prieto (* 1987), uruguayischer Fußballspieler
- Max Prieto (1919–1998), mexikanischer Fußballspieler
- Miguel Ángel Prieto (* 1964), spanischer Leichtathlet
- Miguel Ángel Martín Prieto (* 1970), spanischer Beachvolleyballspieler
- Miguel Prieto Anguita (1907–1956), spanischer Künstler
- Monica Prieto-Teodoro, philippinische Politikerin
- Nicolás Prieto (* 1992), uruguayischer Fußballspieler
- Pedro Miret Prieto (1927–2016), kubanischer Revolutionär und Politiker
- Ricardo José Menéndez Prieto (* 1969), venezolanischer Politiker
- Rodrigo Prieto (* 1965), mexikanisch-US-amerikanischer Kameramann
- Sebastián Prieto (* 1975), argentinischer Tennisspieler
- Sergio Gutiérrez Prieto (* 1982), spanischer Politiker
- Thomas Prieto Peral (* 1966), deutscher evangelischer Theologe, Regionalbischof für München und Oberbayern
- William Prieto Daza (* 1974), kolumbianischer römisch-katholischer Geistlicher, Bischof von San Vicente del Caguán
- Xabi Prieto (* 1983), spanischer Fußballspieler